# Buchanan contro Warley

Emblema della Corte Suprema degli Stati Uniti

Buchanan contro Warley, è un caso giudiziario del 1917 affrontato dalla Corte Suprema degli Stati Uniti e che riguardava la segregazione razziale in alcune aree residenziali. La Corte sentenziò che un'ordinanza cittadina di Louisville, in Kentucky, che proibiva la vendita di beni immobili agli afroamericani violasse il 14° Emendamento, che proteggeva la libertà di contratto. La decisione sovvertì la sentenza della Kentucky Court of Appeals. A differenza di altre sentenze della corte che avevano avuto a che fare con la segregazione nelle zone residenziali (fenomeno in inglese detto zoning), con questo caso per la prima volta la Corte stabilì che il solo fattore della razza non era sufficiente a giustificare una tale scelta (da ritenersi, dunque, anticostituzionale).

## Antefatti
Nello stato del Kentucky vigeva un'ordinanza per la quale era proibito agli afroamericani possedere o occupare qualunque edificio situato in una zona a maggioranza di bianchi. Nel 1915, un uomo di nome Charles H. Buchanan, un uomo bianco che stava per vendere la sua proprietà, portò in tribunale questo caso contro William Warley, un acquirente afroamericano, per convincerlo a pagare a prezzo pieno un lotto che aveva acquistato per la costruzione di un'abitazione. In sua difesa, Warley sostenne che pagare la cifra completa gli sembrava eccessiva, dal momento che, per le allora vigenti leggi del Kentucky, non avrebbe potuto vivere nella sua proprietà, considerando che si trovava in una zona a prevalenza di bianchi. La battaglia legale inizialmente finì nelle mani dei giudici della Kentucky Court of Appeals, che difese le leggi di Louisville e così il caso passò direttamente alla Corte Suprema.
I sostenitori della segregazione razziale sostenevano che, dal momento che ai bianchi era proibito trasferirsi in quartieri abitati in prevalenza da neri, e questi ultimi non potevano fare altrettanto in quartieri a maggioranza bianca, la legge era neutrale, non razzista nella sua applicazione, poiché imponeva un accordo bilaterale ad entrambe le razze.
Ad ogni modo, nel caso in questione Buchanan si schierò contro l'ordinanza, ritenendola una violazione del 14° Emendamento. I suoi difensori legali, inoltre, sostennero che lo U.S. Civil Rights del 1886 dovesse essere applicato e citarono la frase:
(Estratto dal 14° Emendamento della Costituzione degli Stati Uniti)
La Corte Suprema riconobbe la ragione di Buchanan e invalidò la legge di Louisville, reputandola anticostituzionale. Mentre lavorava al caso, la Corte evitò anche di entrare in conflitto con il precedente decreto emanato dopo il caso Plessy v. Ferguson (1896) e la dottrina del "separati ma uguali", sostenendo che né in questo "motto" né nel 14° Emendamento si legge che agli afroamericani deve essere negato il diritto di usare, controllare, vendere o affittare la propria proprietà.
In definitiva, la Corte formulò la sentenza alla luce del 14° Emendamento, sostenendo che la differenza di razza, da sola, non era un valido motivo per tenere separati bianchi e neri.
Tuttavia, le conseguenze del caso Buchanan rimangono discutibili. Mentre la decisione della Corte impedì ufficialmente agli stati del Sud di accogliere simili leggi, non aveva comunque risolto la questione della segregazione razziale e di altri fattori discriminanti. Infatti, sebbene dopo Buchanan ogni afroamericano avesse diritto a fare delle proprie proprietà ciò che voleva, la questione dei quartieri segregati rimase comunque una costante nel Sud degli USA fino al 1952 ed anche dopo i primi passi verso l'integrazione, intere città rimasero con quartieri separati per molto altro tempo.